# Tejalpa

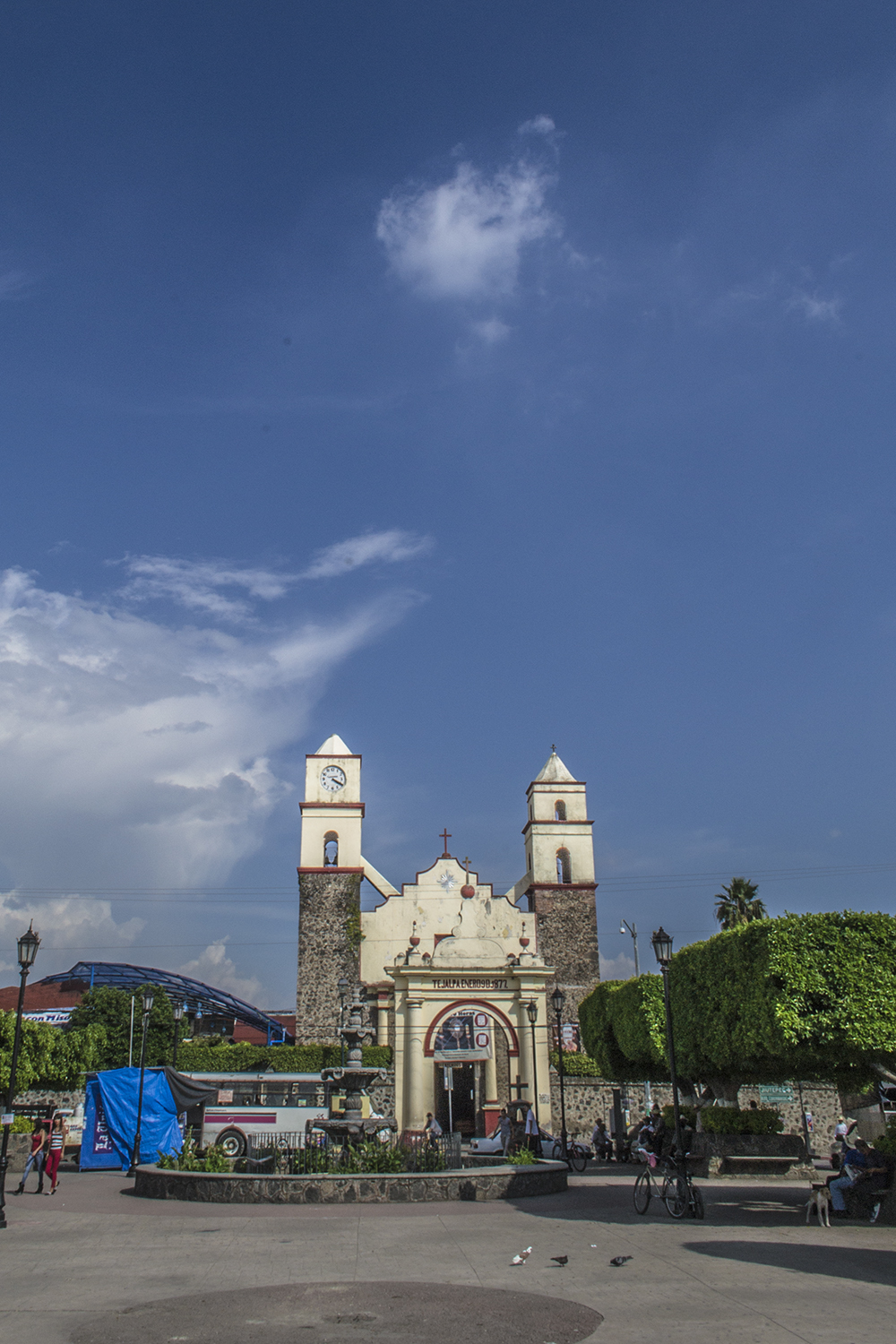
Parroquia Asunción de María.

## Toponimia
La raíz etimológica es de origen náhuatl, y se puede interpretar como Texali, que significa “piedra arenisca” y Pan, que indica “lugar”.

## Geografía
La extensión territorial de Tejalpa llega a comprender las 2,898 hectáreas. Dentro del municipio de Jiutepec se encuentra uno de sus poblados más grandes, el cual ha crecido de manera exponencial en demografía, éste es un punto económico entre los habitantes, donde aún conservan ciertas costumbres.
Haciendo referencia a su nombre, en Tejalpa se pueden notar la presencia de piedra volcánica, por ello se cree que una antigua civilización quedó sepultada cuando un volcán ubicado en el cerro de la Herradura, cerca de Ahuatepec, hizo erupción.

## Historia
No se sabe con precisión la fecha de fundación de la localidad de Tejalpa, aunque se considera que su fundación puede ser atribuida a la tribu Tlahuica.
En la explanada de la delegación de Tejalpa, se observan cinco piedras la mayor con un diámetro aproximado de 1.20 x 1.10 con líneas y formas talladas sobre la superficie de la piedra. Por las evidencias arqueológicas que se han obtenido se piensa que fue habitado por los olmecas, ya que se han encontrado vestigios de esta cultura. Es notable la abundancia de piedra volcánica en toda la zona, con un tono azulado. Por lo que se piensa que bajo el suelo de Tejalpa existe una antigua civilización, quizá la olmeca, que quedó sepultada cuando hace cientos de años hizo erupción un volcán ubicado en el cerro de la Herradura, muy cerca de Ahuatepec.

### Iglesia de la Asunción

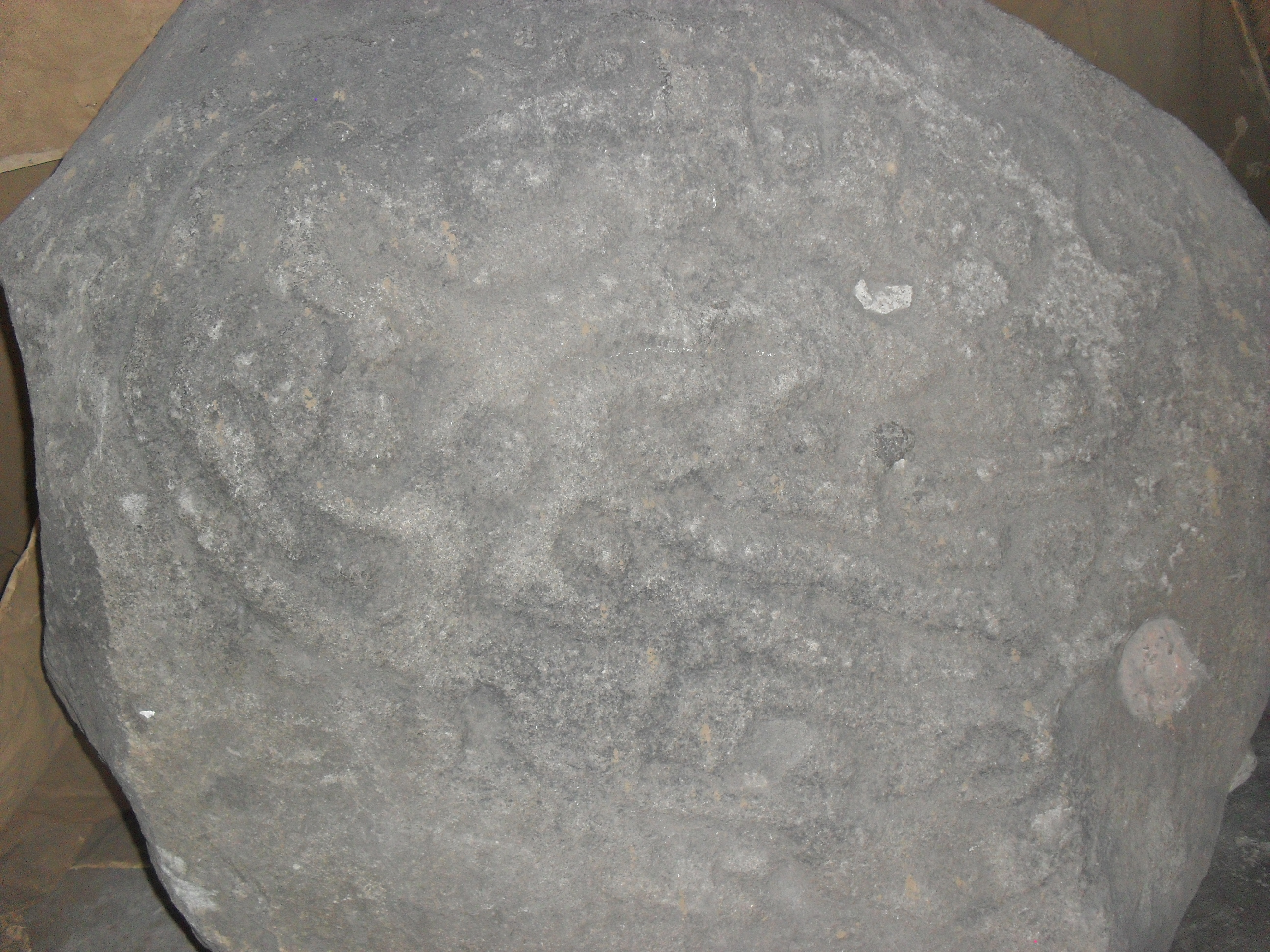
Piedra Tallada: Conferida como vestigio Olmeca exhibida en la explanada de la delegación Tejalpa.

La Iglesia de la Asunción de María fue construida en su primera fase en el siglo XVII. Cuando llegaron los primeros evangelizadores edificaron el casco grande de la parroquia, dejando sepultada la antigua iglesia, y fueron los mismos trabajadores que hicieron el templo de Jiutepec “El señor de la columna” los que la construyeron. Fue cerca de 1965 y 1970 cuando se terminó la construcción de la cúpula de la actual iglesia, derivado de ello se derrumbó la primera capilla; gran parte de ese escombró sirvió de plancha para el zócalo que hoy se observa. La fiesta religiosa de la Asunción de María se celebra en la localidad de Tejalpa cada año el día 15 de agosto, dando inicio con una misa en la parroquia, donde personas de distintos lugares convergen y son recibidas en casa de los habitantes del lugar. Allí, en el centro del poblado se encuentra el mercado de la Asunción, el cual luce de color todos los días, ya que los habitantes de Tejalpa acuden a realizar sus compras, así como trabajadores llegan a degustar de los alimentos que preparan en el lugar.
Tras la llegada de los españoles comenzó la construcción de templos católicos, los cuales se cimentaban encima de los monumentos prehispánicos. La iglesia de Tejalpa fue edificada en 1877, en el lugar se realizó una conquista religiosa. También con la aparición de los extranjeros comenzó el cultivo de caña;  el proceso se realizaba en la hacienda San Antonio de Atlacomulco, gracias a su extensión territorial y gran calidad producción. En París, en1889, la hacienda obtuvo el primer premio y medalla de plata por la calidad de su azúcar y una mención honorífica por su aguardiente de caña. La hacienda data del año 1530; en su momento llegó a ser un poderío del Virreinato y logró un despunte en producción y en poder adquisitivo únicos; en la actualidad esta edificación alberga el hotel “Ex hacienda de Cortés”, y pertenece a una colonia de la Delegación Tejalpa.
Para la época de la Revolución,  Tejalpa también tiene memorias con la selva del Texcal, que es un lugar estratégico. Este espacio sirvió de escondite a quienes eran perseguidos por los soldados; los refugiados podían sobrevivir internados en el lugar, la flora y fauna los proveía de alimento y agua; los soldados desconocían las veredas y si llegaban a entrar se perdían, y en su caso, en cuanto eran encontrados por los zapatistas, sufrían una emboscada. Lo que hoy es una reserva ecológica fue el escondite ideal, y también para el general Amador Salazar, quien realizaba estrategias de lucha inmerso en la selva morelense.
Con la promulgación del Plan de Ayala se inició la repartición de tierras. En el primer censo realizado había un aproximado de 200 familias; posteriormente, el número de habitantes fue creciendo, porque  quienes fueron reclutados para actividades de batalla mediante la “leva” regresaron a vivir Tejalpa.